# شعب الكوم (أفغانستان)
الكوم أو كام قبيلة نورستانية في أفغانستان وباكستان. الأسماء البديلة الأكثر استخدامًا هي كاموزي، كاموز/كاموزي، كاموجيه/كاوموجي، وكاموزي[استشهاد منقوص البيانات]